# Berglandmilch
Berglandmilch ist das größte österreichische Milchverarbeitungs- und -vertriebsunternehmen. Es besitzt die Rechtsform einer eingetragenen Genossenschaft mit beschränkter Haftung (eGen). Der Firmensitz befindet sich in Wels (Oberösterreich), die zentrale Verwaltung in Aschbach (Niederösterreich). Berglandmilch zählt zu den größten Lebensmittelproduzenten in Österreich und zusammen mit der bayerischen Tochterfirma Rottaler Milchwerk eG zu den umsatzstärksten Molkereien in Mitteleuropa.

## Geschichte

### Gründungsphase und Konsolidierung
Das Unternehmen wurde in seiner heutigen Form 1994 gegründet und übernahm 1995 die Milchaktivitäten und dazugehörigen Markenrechte des AMF-Konzerns. Die AMF war 1990 durch den Zusammenschluss von sechs Großmolkereien mit 1.800 Mitarbeitern ins Leben gerufen worden, wobei der Schärdinger Molkereiverband 47,68 % und Agrosserta 25,07 % der Anteile hielten. Diese sechs Unternehmen mit damals 27 Produktionsstandorten in den Bundesländern Oberösterreich, Niederösterreich, Steiermark, Kärnten und im Burgenland waren: (Produktionsstandorte, die nach dem Scheitern der AMF beibehalten wurden, sind mit * gekennzeichnet)
- Schärdinger Landmolkerei (Schärding, Ried im Innkreis, Taufkirchen an der Pram, Münzkirchen, Geinberg*, Peuerbach, Feldkirchen*)
- Linzer Molkerei (Milchhof Linz, Bad Leonfelden, Pregarten)
- Milchunion Alpenvorland (Steyr-Garsten*, Baumgartenberg, Königswiesen)
- Bäuerliche Milchunion Kärnten (Klagenfurt*, Wolfsberg, St. Veit an der Glan, Völkermarkt)
- Molkerei im Mostviertel (Aschbach*, Erlauf)
- Milchverarbeitung Desserta (Graz, Feldbach, Fürstenfeld, Güssing, Hartberg, Leoben, Voitsberg*, Weiz)

Nach der Gründung der AMF wurden die Marken der sechs Gründungsunternehmen zentral vermarktet und zahlreiche Umstrukturierungs- und Rationalisierungsmaßnahmen durchgeführt. 1993 erwirtschaftete die rasch angewachsene AMF-Gruppe einen Umsatz von 27,5 Milliarden Schilling,
1994 wies die Bilanz aber bereits Verbindlichkeiten in der Höhe von 8 Milliarden Schilling aus. Im selben Jahr erfolgte die Errichtung der Schärdinger Alpenmilch registrierte Genossenschaft mit beschränkter Haftung mit Sitz in Schärding, bei der ersten Generalversammlung 1995 wurde der Name in Berglandmilch registrierte Genossenschaft mit beschränkter Haftung geändert und der Firmensitz nach Linz verlegt. Von März 1995 bis August 1995 wurden die Betriebe der folgenden Genossenschaften / GmbHs in die Berglandmilch eingebracht:
- Schärdinger Landmolkerei (FN 110929 g)
- Linzer Molkerei (FN 44016 f)
- Milchunion Alpenvorland (FN 121070 w)
- BMU Bäuerliche Milchunion Kärnten (FN 74337 w)
- Molkerei im Mostviertel (FN 77915 g)
- Milchverarbeitung Desserta Graz (FN 49547 p)
- Käsereigenossenschaft Loibichl und Umgebung (FN 93521 g)

Im September 1995 übernahm die neugegründete Berglandmilch die Milchaktivitäten und dazugehörigen Markenrechte aus der AMF und nahm zum Jahreswechsel 1995/1996 die Produktion auf. Die folgenden Jahre waren geprägt von einem straffen Restrukturierungs- und Modernisierungsprogramm. Von den ursprünglich 27 Standorten der an der AMF beteiligten Molkereien wurden 20 in den folgenden Jahren geschlossen bzw. zusammengelegt, was den Verlust zahlreicher Arbeitsplätze mit sich brachte.

### Expansion des Unternehmens seit 1999
1999 wurde das Rottaler Milchwerk Teil von Berglandmilch. Damit wurde die Berglandmilch zur größten Molkereigruppe Österreichs. Die Rottaler Milchwerk Genossenschaft erhielt im Gegenzug 4,93 % an der Berglandmilch-Genossenschaft. 2001 wurde die Zentrale nach Pasching übersiedelt, 2003 auch der offizielle Firmensitz. 2005 fusionierten 1.300 Bauern der Molkereigenossenschaft Horn und der Waldviertler Molkereigenossenschaft mit der Mostviertler Molkerei und wurden damit Teil der Berglandmilch.
Von 2006 bis 2012 führte die Berglandmilch vertikale Preisabsprachen mit Handelsketten in Österreich durch. 2013 wurde das Unternehmen deswegen zu einer Geldstrafe von 1.125.000 Euro verurteilt. Die Arbeiterkammer kritisierte die Kartellstrafe als viel zu niedrig, da der verursachte Schaden für die Konsumenten deutlich höher sei.
2009 wurde die oberösterreichische Molkerei Landfrisch übernommen. Das Unternehmen wuchs dadurch wieder auf über 1.000 Beschäftigte, konnte einen Umsatz von etwa 700 Millionen Euro erzielen und seine Stellung als Österreichs größter Milchkonzern behaupten. Der Firmensitz wurde im Zuge dieser Übernahme von Pasching nach Wels verlegt, dem bisherigen Firmensitz der Landfrisch.
2010 wurde die Tirol Milch, zu diesem Zeitpunkt viertgrößte Molkerei in Österreich, in die Berglandmilch eingegliedert. Die Einbringung wurde im Februar 2011, nach Überprüfung durch die Bundeswettbewerbsbehörde, unter Auflagen genehmigt.
2011 schloss sich die steirische Molkerei Stainzer Milch der Berglandmilch an. Der Zusammenschluss wurde von der österreichischen Bundeswettbewerbsbehörde unter Auflagen am 10. September 2011 freigegeben. Die Stainzer Milch, Steirische Molkerei eGen beteiligte sich nicht direkt an der Berglandmilch, sondern schloss sich der Milchverarbeitung „Desserta“ registrierte Genossenschaft mbH an, einer Gründergenossenschaft der Berglandmilch. Die gemeinsame Genossenschaft firmiert fortan unter dem Namen Steirermilch Molkerei eGen.

## Struktur

### Eigentümer
Die Berglandmilch eGen befindet sich im Besitz von acht Genossenschaften und einer GmbH aus Österreich und Deutschland. Diese wiederum stehen im Eigentum von Bäuerinnen und Bauern aus ihrer Region.
| Eigentümer                        | seit | Firmenbuch-/ Handelsregisternummer | Bundesland       |
| --------------------------------- | ---- | ---------------------------------- | ---------------- |
| Schärdinger Landmolkerei          | 1995 | FN 110929 g                        | Oberösterreich   |
| Milchunion Alpenvorland           | 1995 | FN 121070 w                        | Oberösterreich   |
| Linzer Molkerei                   | 1995 | FN 44016 f                         | Oberösterreich   |
| Steirermilch Molkerei             | 1995 | FN 49547 p                         | Steiermark       |
| Molkerei im Mostviertel           | 1995 | FN 77915 g                         | Niederösterreich |
| BMU Bäuerliche Milchunion Kärnten | 1995 | FN 74337 w                         | Kärnten          |
| Rottaler Milchwerk                | 1999 | GNR404                             | Bayern           |
| Landfrisch Molkerei               | 2009 | FN 95064 a                         | Oberösterreich   |
| Tirol Milch                       | 2011 | FN 40957 g                         | Tirol            |

### Raiffeisen
Die Berglandmilch ist Mitglied des Raiffeisenverbandes Oberösterreich und über ihn des Österreichischen Raiffeisenverbandes. Aufgrund des Genossenschaftsgesetzes sind Genossenschaften verpflichtet, Mitglied eines Revisionsverbandes zu sein. Ihre Eigentümer, mit Ausnahme der BMU Bäuerlichen Milchunion Kärnten und der Rottaler Milchwerk, sind als Genossenschaften nach dem System Raiffeisen organisiert und somit ebenfalls verpflichtend Mitglieder im Raiffeisenrevisionsverband ihres jeweiligen Bundeslandes. Eine gesellschaftsrechtliche Verknüpfung zu anderen Raiffeisengenossenschaften oder der Raiffeisenbankengruppe besteht nicht.

### Produktion
Die Produktionsstandorte von Berglandmilch befinden sich in:
| Bundesland       | Ort         | Zulassungsnummer | Produkte |
| ---------------- | ----------- | ---------------- | --- |
| Oberösterreich   | Wels        | AT 40157 EG      | Landfrischkäse, Rollino                                                                                        |
|                  | Feldkirchen | AT 40151 EG      | Bergbaron, Gouda, Traungold, Baronesse, Mozzarella, Joghurtkäse und Goudette                                   |
|                  | Geinberg    | AT 40153 EG      | Abpackbetrieb für Käsekleinstücke                                                                              |
|                  | Rohrbach    | AT 40133 EG      | Schmelzkäse |
| Tirol            | Wörgl       | AT 70149 EG      | Tirol Milch Produkte                                                                                           |
| Kärnten          | Klagenfurt  | AT 20141 EG      | Formil-H-Milch, Berghof Produkte, Schärdinger Träume, Kefir                                                    |
| Steiermark       | Voitsberg   | AT 60149 EG      | Moosbacher, Dachsteiner, Mondseer, Jerome, Raclette, St. Patron, Geheimratskäse, Edamer-Kugeln, Stainzer Milch |
| Niederösterreich | Aschbach    | AT 30751 EG      | Bojar, Butter, Topfen, Primina, Jogurella, Trinkmilch, Lattella                                                |

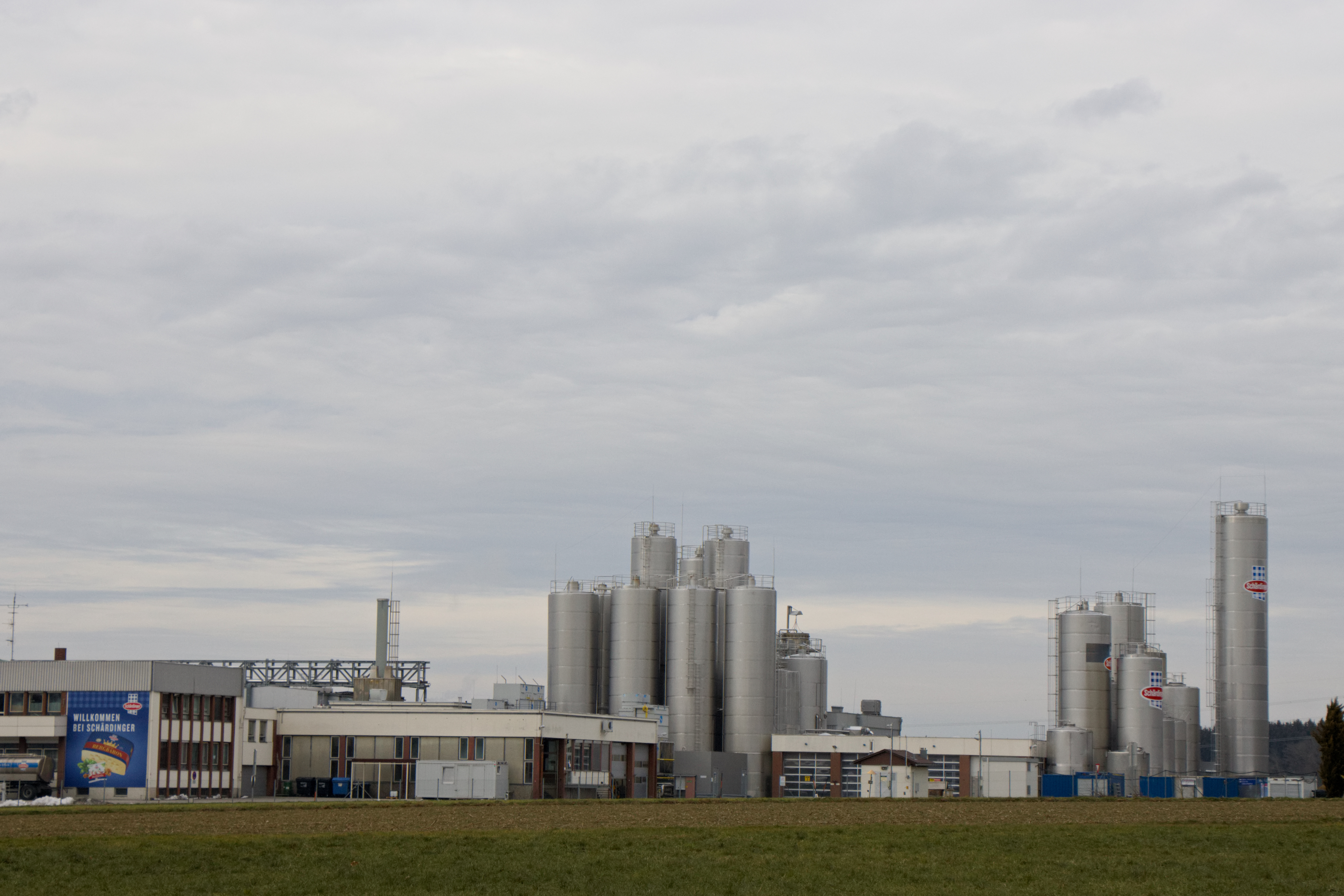
Produktionsstandort Feldkirchen bei Mattighofen, Ortsteil Ottenhausen

Das Werk in Aschbach gilt als größte Molkerei Österreichs.
Die Produktion (H-Milch) in Karpfham (Rottaler Milchwerke, Zulassungsnummer „neu“: DE BY 263 EG) wurde 2015 eingestellt.

### Tochtergesellschaften und Beteiligungen

#### Österreich
- ALPI Milchverarbeitungs- und Handels GmbH & Co. KG (74 %)

Verarbeitet Alpenmilch zu Halbprodukten für die industrielle und gewerbliche Lebensmittelproduktion. Wurde 1996 von Berglandmilch gegründet und übernahm Aktivitäten der AMF. 1997 stieg die Meggle AG mit 26 % ein. Sie erfüllt nach Eigenangaben eine „Pufferfunktion bei Milchanlieferungsspitzen“.
- ALPI Milchverarbeitungs- und Handels GmbH (74 %)

Holdinggesellschaft für die ALPI Milchverarbeitungs- und Handels GmbH & Co. KG.
- BHG Betriebsmittel Handels GmbH & Co.KG. (100 %)

Handelsunternehmen für Betriebsmittel und Edelstahlprodukte für die Lebensmittelindustrie. Das Unternehmen erledigt zentral den Konzerneinkauf für die Berglandmilch. Standorte in Rohrbach und Aschbach (Einkauf). Außendienstvertrieb auch in Tirol und Vorarlberg. Das Unternehmen wurde 1996 gegründet und die Aktivitäten 1995/96 von der AMF/Lactoprot übernommen. Vorläufer waren wiederum die Zentraleinkaufsabteilungen von Schärdinger, Agrosserta, Alpi, Pikano und ÖMOLK. Ehemalige Standorte in Wien und Voitsberg wurden geschlossen.
- BHG Betriebsmittel Handels GmbH (100 %)

Holdinggesellschaft für die BHG Betriebsmittel Handels GmbH & Co.KG.
- ALPEX Molkereiprodukte Handelsgesellschaft mbH (100 %)

Exportiert Käse und andere Milchprodukte der Berglandmilch.
- Kärntner Legro Lebensmittelgroßhandel Ges.m.b.H. (100 %)

Lebensmittelgroßhandel in Kärnten mit Standorten in Klagenfurt, St. Veit und Velden. Die GmbH wurde 1994 gegründet. Das Unternehmen selbst führt seinen Ursprung auf das Jahr 1975 zurück, als ein Vorläufer von der Unterkärntner Molkerei reg. Gen. gegründet wurde. Bis 2007 wurden auch Detailhandelsfilialen geführt.
- Berglandmilch KÄSE Eck GmbH (100 %)

Käsegroßhandel. Das Unternehmen hieß bis 2011 Alpenvorland Milch GmbH.
- Pikano Produktions- und Handels GmbH (100 %)
- OEHEG-Organisation der Milchprodukte-Exporteure Österreich G.m.b.H. (15,13 %)
- Tirol Milch Wörgl GmbH (100 %),[32]

früher Lattella GmbH, soll einen eigenen Markenauftritt der Tirol Milch sicherstellen. Die von ihr genutzten betrieblichen Anlagen stehen im Eigentum der Berglandmilch.

#### Ausland
- Schärdinger Molkereiprodukte Vertriebs G.m.b.H. (100 %)

Sitz in Rotthalmünster, Bayern
- Unterstützungseinrichtung Rottaler Milchwerk eG GmbH (100 %)
- Frulika s.r.o Kaplice, Tschechien (75 %)
- Schaerdinger Hungária Kft. Budapest, Ungarn (100 %)
- Berglandmilch d.o.o. Ljubljana, Slowenien (100 %)
- Schärdinger Italia Srl Brixen, Italien (100 %)
- AS BLM Eesti Polva, Estland (98 %)[34]

## Kennzahlen
Das Unternehmen beschäftigte 2020 insgesamt 1500 Mitarbeiter. Der konzernweite Jahresumsatz belief sich in diesem Jahr auf 970 Millionen Euro.
2019 wurden ca. 1,3 Milliarden Kilogramm Milch von rund 10.000 in der Genossenschaft als Miteigentümer organisierten Anlieferern verarbeitet. Etwa 37,2 % der Produkte gehen in den Export.
| Jahr | Umsatz (in Mio. EUR) | verarbeitete Milch (in Mio. kg) | Mitarbeiter | Eigentümer |  |
| ---- | -------------------- | ------------------------------- | ----------- | ---------- |  |
| 2008 | 691,7                | 861                             | 1032        | 11 000     |  |
| 2009 | 610                  | 940                             | ca. 1000    | 13 000     |  |
| 2010 | 770                  | 1150                            | 1350        | 16 000     |  |
| 2011 | 832                  | 1210                            | 1400        | ca. 15 000 |  |
| 2012 | 853                  | 1270                            | ca. 1500    |            |  |
| 2013 | 900                  | 1247                            | 1600        |            |  |
| 2014 | 905                  | 1281                            | 1590        |            |  |
|      |                      |                                 |             |            |  |
| 2016 | 830                  | 1200                            | 1500        | 11 400     |  |
| 2017 | 910                  | 1320                            | 1500        | 11 000     |  |
| 2020 | 970                  | 1300                            | 1500        | 10.000     |  |

## Marken

Österreichisches Identitätskennzeichen Beispiel Berglandmilch Wels

Berglandmilch vermarktet unter der größten österreichischen Lebensmittelmarke Schärdinger verschiedene Einzelproduktmarken wie Bergbaron, Sommerbutter und Traungold oder Produktlinienmarken wie Schaerdinger Die schlanke Linie für fettreduzierte Milchprodukte oder Schaerdinger Bewusst Leben. Die Marken Desserta und Jogurella gehören ebenfalls zum Unternehmen. Auch hinter Handelsmarken wie Ja!Natürlich, Spar Natur*pur oder milfina (Hofer bzw. Aldi-Konzern) verbergen sich Produkte von Berglandmilch. Die breite Produktpalette umfasst rund 350 verschiedene Artikel aus den Bereichen Frischmilchprodukte, H-Milch, Käse, Butter, Joghurt und Topfen.
Seit der Einbringung der Tirol Milch in den Konzern führt dieser auch die Marken Tirol Milch und Lattella.

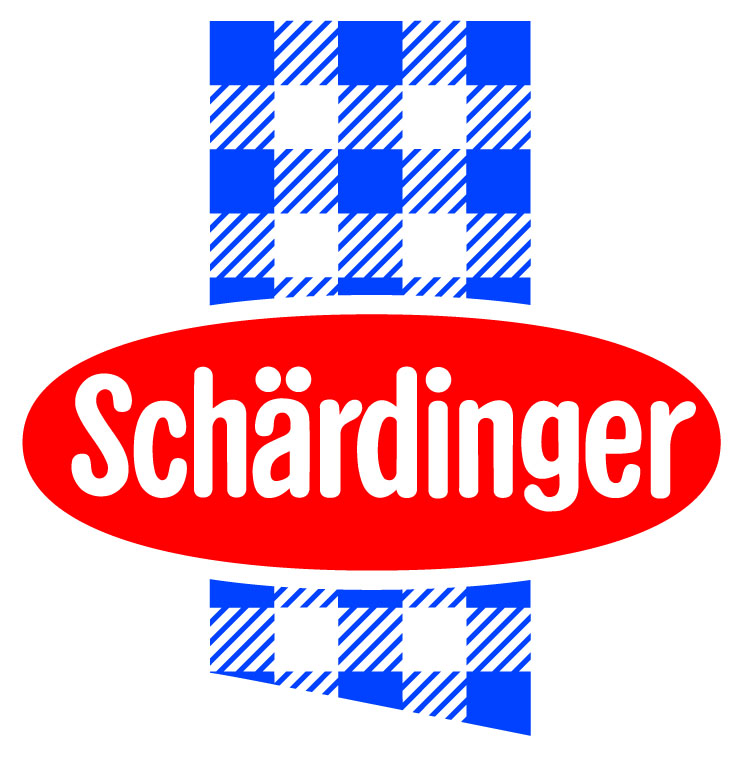
Schärdinger
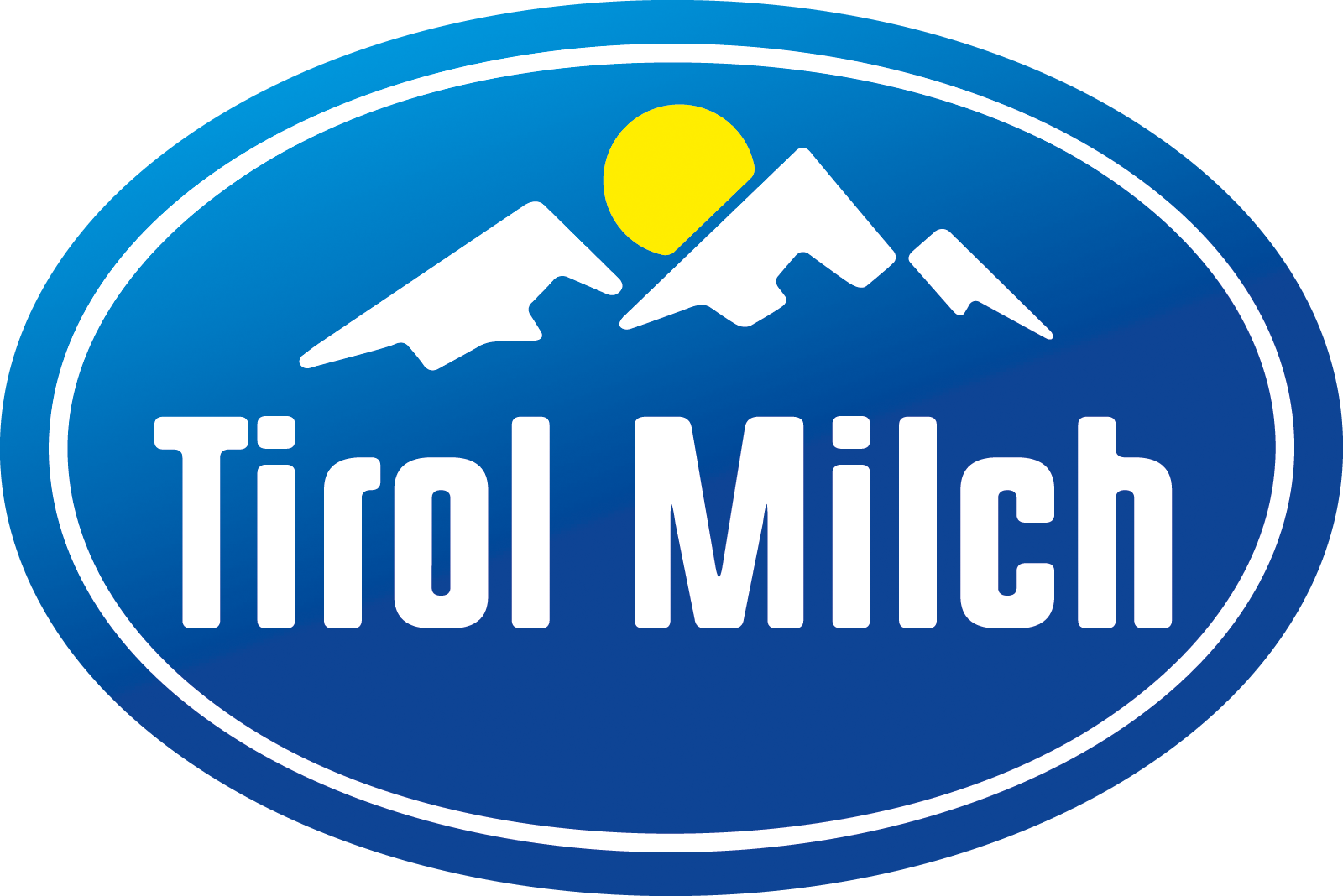
Tirol Milch
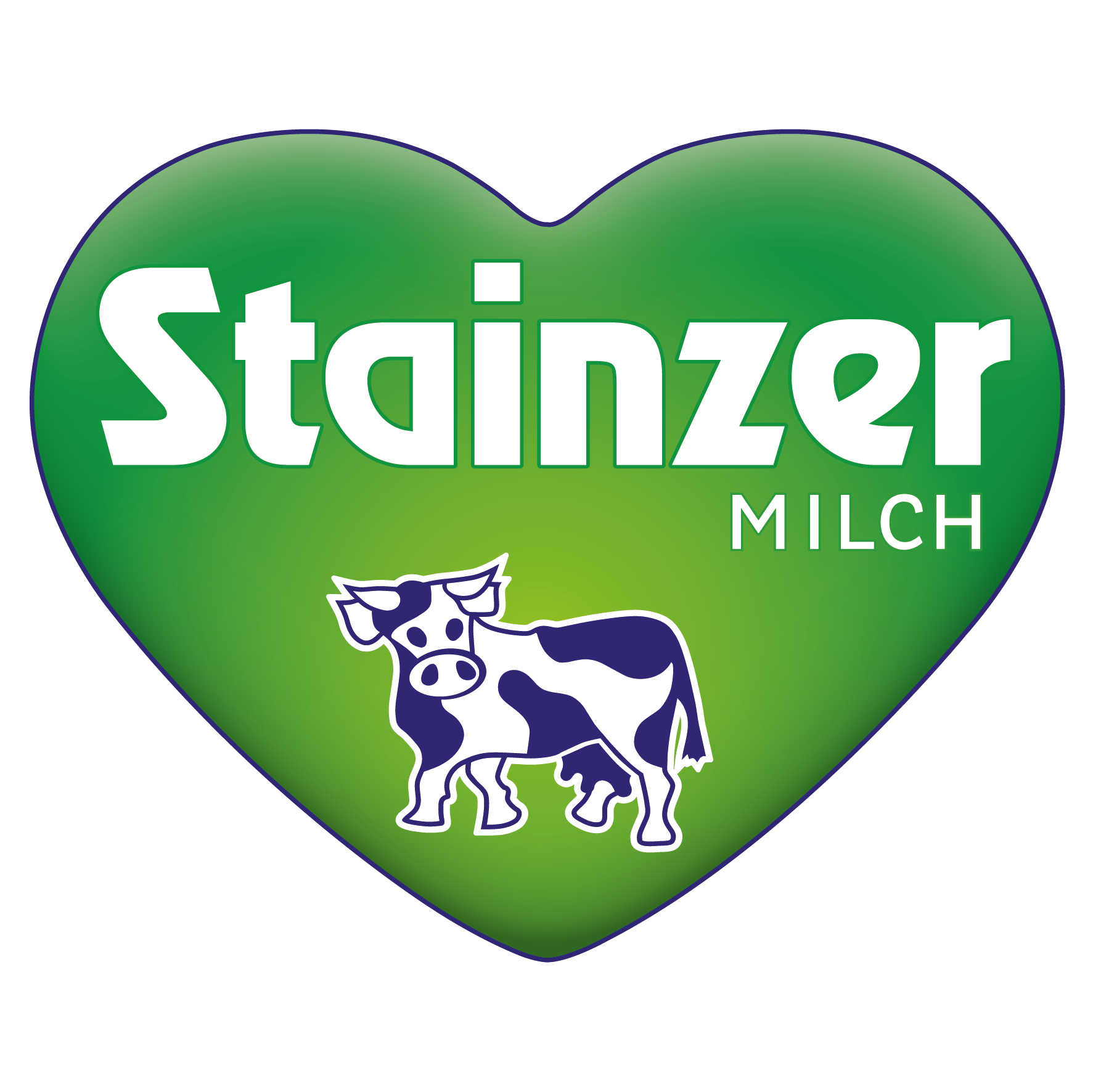
Stainzer Milch
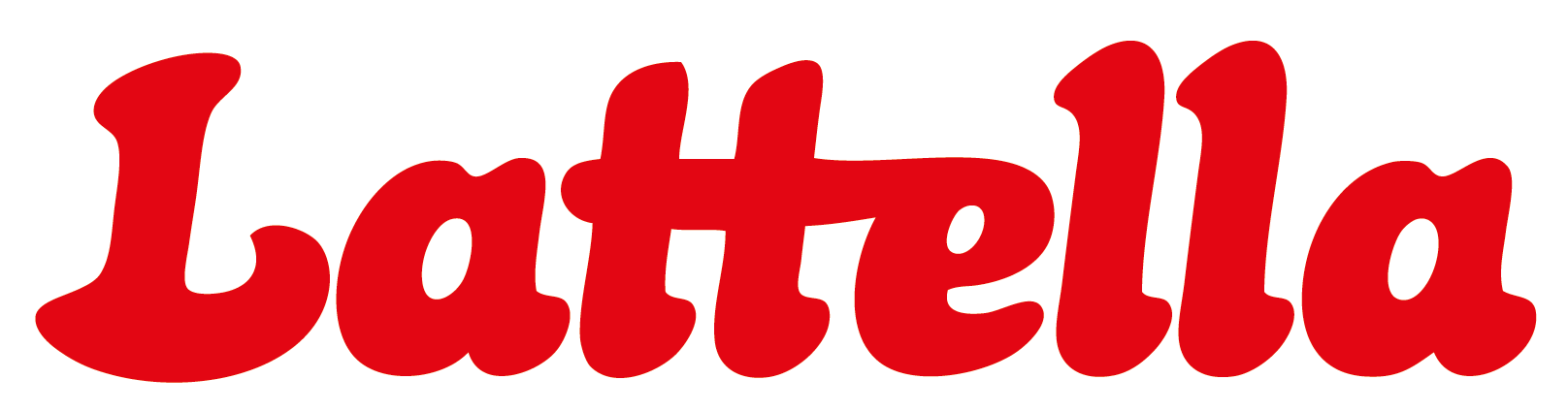
Lattella